# Клатч, Элли
Э́лли Клатч (англ. Elly Clutch; род. 15 января 1999, Лос-Анджелес, Калифорния) — американская порноактриса. «Любимица месяца» по версии журнала Penthouse и «Подружками месяца» по версии журнала Playboy за апрель 2024.

## Биография
Родилась 15 января 1999 года в Лос-Анджелесе, США.
В школе занималась плаванием. После окончания колледж поработала официанткой, бариста, личным помощником и учителем английского языка.
Сниматься в порно начала в 2021 году. В апреле 2024 года стала «любимицей месяца» по версии журнала Penthouse и «подружкой месяца» по версии журнала Playboy. В том же году победила на Pornhub Awards в номинации «самая популярная новая исполнительница».

## Награды и номинации
| Год  | Награда        | Результат | Категория                                  |
| ---- | -------------- | --------- | ------------------------------------------ |
| 2024 | AVN Awards     | Номинация | Любимая независимая женщина-автор          |
| 2024 | AVN Awards     | Номинация | Самая горячая мужская/женская коллаборация |
| 2024 | Pornhub Awards | Победа    | Самая популярная новая исполнительница     |
| 2025 | AVN Awards     | Номинация | Самая горячая коллаборация от All-Girl     |
| 2025 | AVN Awards     | Номинация | Любимая независимая женщина-автор          |
| 2025 | XMA Award      | Номинация | Создатель года — Клипы                     |
| 2025 | Pornhub Awards | Победа    | Самая красивая киска                       |